# San Teodoro (Szardínia)
San Teodoro település Olaszországban, Szardínia régióban, Olbia-Tempio megyében. Lakosainak száma 5011 fő (2023. január 1.). San Teodoro Budoni, Loiri Porto San Paolo, Padru, Torpè és Olbia községekkel határos.

## Népesség
A település lakossága az elmúlt években az alábbi módon változott:

| 2018 | 5 010 |
| 2023 | 5 011 |